# Боровець-при-Кочевській Рекі
Боровець-при-Кочевській Рекі (словен. Borovec pri Kočevski Reki) — поселення в общині Кочев'є, регіон Південно-Східна Словенія, Словенія. Висота над рівнем моря: 670,3 м.